# كريستوف ماير
كريستوف ماير (بالألمانية: Christoph Meyer )‏ (و. 1975 – م) هو سياسي، ومحامي، من ألمانيا، ولد في برلين، هو عضوٌ في الحزب الديمقراطي الحرشارك في الانتخابات الرئاسية الألمانية 2009، والانتخابات الرئاسية الألمانية 2010.

## مناصب
تولى منصب Member of the Abgeordnetenhaus of Berlin.

## التعليم
تعلم في جامعة برلين الحرة.